# Molo (Westtimor)

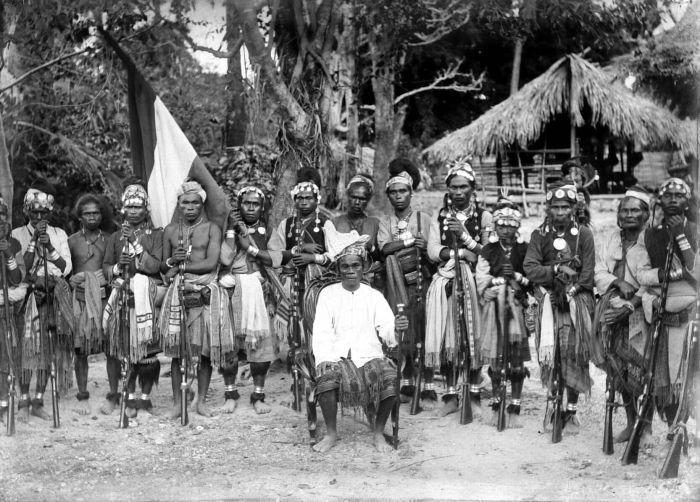
Der Raja von Molo beim Besuch des niederländischen Repräsentanten. Die niederländische Flagge hängt verkehrt herum.

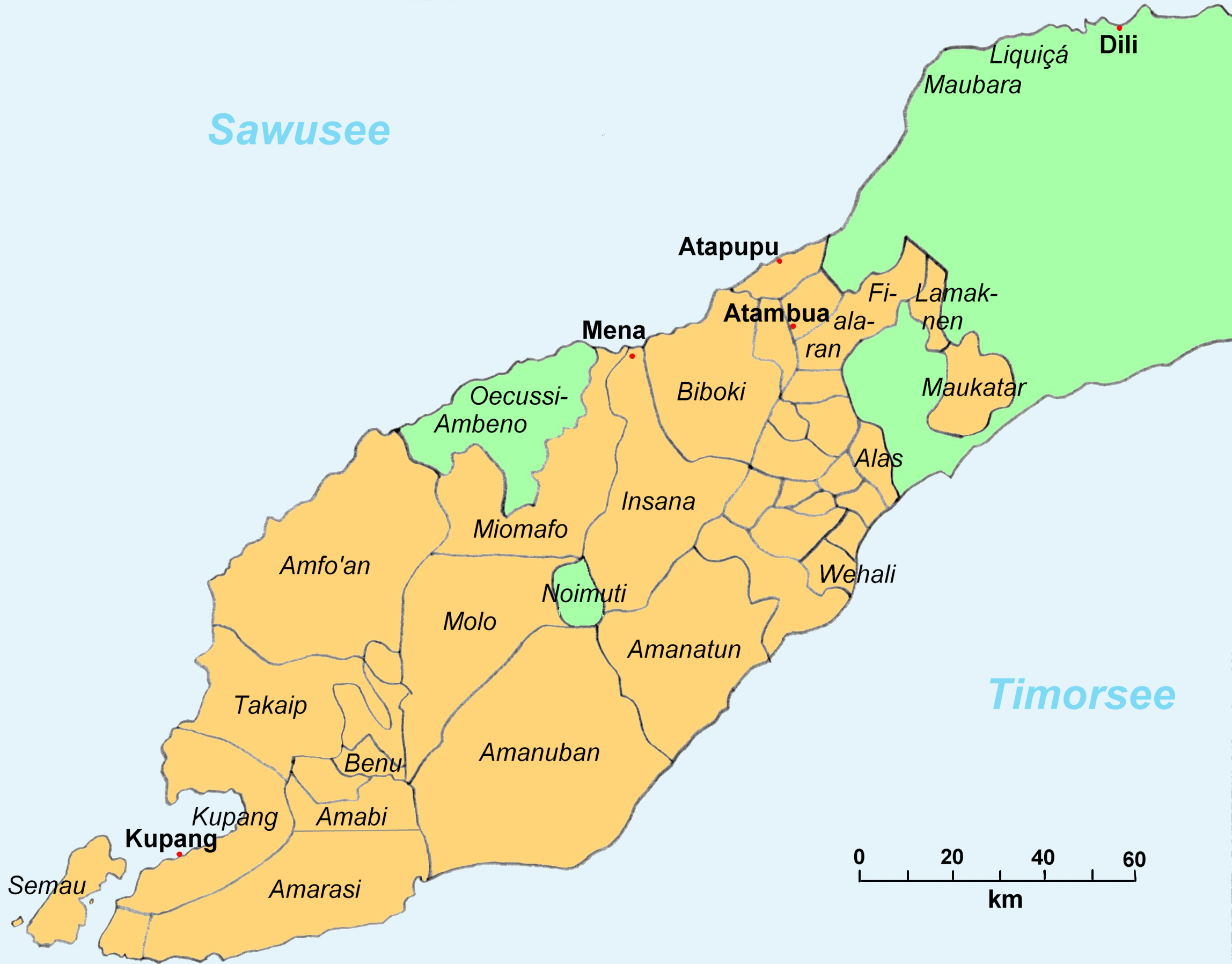
Molo auf einer Karte, die die niederländische Grenzziehung auf Timor 1911 zeigt

Molo (Mollo, Molloh) war ein traditionelles Reich im westlichen Timor, das von einem Raja regiert wurde.

## Geschichte und Geographie
1959 wurden Molo, Amanatun und Amanuban von der indonesischen Regierung in dem Regierungsbezirk (Kabupaten) Südzentraltimor (Timor Tengah Selatan) zusammengelegt und 1962/63 die letzten Reste traditioneller Herrscherstrukturen endgültig beseitigt.
Heute ist Molo aufgeteilt in die Distrikte (Kecamatan) Nordmolo (Mollo Utara), Südmolo (Mollo Sealtan), Westmolo (Mollo Barat) und Zentralmolo (Molloh Tengah). 1990 hatte Molo 63.188 Einwohner.